# نادي القوس
نادي القوس هو نادي كرة قدم سعودي مقره الخرمة بمكة المكرمة وينافس في دوري الدرجة الثانية السعودي. تأسس النادي عام 1984 ويمارس رياضيات أخرى مختلفة بما في ذلك تنس الطاولة وكرة الطائرة ورفع الأثقال.
تأهل القوس إلى دوري الدرجة الثانية بعد أن احتل المركز الأول في مجموعته خلال دوري الدرجة الثالثة 2021-22. وحل في المركز الثاني بعد خسارته 2-1 في النهائي أمام الصقور.

## تشكيلة الفريق الحالية
ملاحظة: تشير الأعلام إلى المنتخب الوطني على النحو المحدد في قواعد الأهلية للفيفا. قد يحمل اللاعبون أكثر من جنسية واحدة غير تابعة للفيفا.
| الرقم | البلد    | المركز | اللاعب       |
| ----- | -------- | ------ | ------------ |
| --    | السعودية | حارس   | حسن الحارثي  |
| --    | السعودية | حارس   | محمد مكبش    |
| --    | مصر      | حارس   | إبراهيم عيسى |
| --    | السعودية | مدافع  | حمود البقمي  |
| --    | السعودية | مدافع  | مناحي البقمي |
| --    | السعودية | مدافع  | سعود المولد  |
| --    | السعودية | مدافع  | بدر الشاردي  |
| --    | السعودية | مدافع  | ناصر السبيعي |
| --    | السعودية | مدافع  | حسان باتياه  |
| --    | السعودية | مدافع  | متعب مجرشي   |
| --    | السعودية | مدافع  | عيسى زايد    |
| --    | المغرب   | مدافع  | عماد رياضي   |

| الرقم | البلد    | المركز | اللاعب                              |
| ----- | -------- | ------ | ----------------------------------- |
| --    | السعودية | وسط    | مصلح الدوسري                        |
| --    | السعودية | وسط    | وليد العنزي                         |
| --    | السعودية | وسط    | محمد الحسن                          |
| --    | السعودية | وسط    | نادر المولد                         |
| --    | السعودية | وسط    | سعد الذبياني                        |
| --    | السعودية | وسط    | فيصل درويش                          |
| --    | السعودية | وسط    | خالد شراحيلي                        |
| --    | السعودية | وسط    | خالد العنزي                         |
| --    | السعودية | مهاجم  | رياض الغامدي                        |
| --    | السعودية | مهاجم  | علي مطير                            |
| --    | نيجيريا  | مهاجم  | أوين أتيكور (معار من نادي لا فيينا) |
| --    | توغو     | مهاجم  | قوصي كبيجبا                         |